# Unholy (Kiss-Lied)
Unholy ist ein Lied der US-amerikanischen Hard-Rock-Band Kiss. Es erschien auf dem 1992 veröffentlichten Album Revenge und erreichte jeweils Platz 26 der britischen und der deutschen Charts. In Skandinavien wurde es höher notiert; die Spitzenposition des Liedes war Platz 2 in Norwegen.

## Entstehung
1992 brachten Kiss das Album Revenge heraus, das hohe Chartpositionen und den Gold-Status errang. Musikalisch galt es unter den Kritikern als eines der gelungensten Kiss-Alben. Insgesamt knüpfte es an die Momente der klassischen Phase des Albums Destroyer an und präsentierte sich druckvoller. Signifikant ist etwa das einfache, direkte Riffing. Das Album beginnt mit dem metal-ähnlichen Unholy.
Unholy war nach zehn Jahren der erste von Gene Simmons gesungene Eröffnungssong. Der Titel basierte in Teilen auf dem Song Keep Me Waiting, der bereits Anfang der 1970er Jahre als Lied von Wicked Lester, der Band, aus der Kiss hervorging, entstanden war. Außerdem griff Simmons eine Idee auf, die Adam Mitchell für Doro Pesch in dem Lied Unholy Love auf deren Album Doro verwirklicht hatte. Simmons mochte das Wort „Unholy“ und schrieb den größten Teil der Musik. Er nahm ein Demo dazu auf und entwickelte den Refrain. Gene Simmons und Vinnie Vincent überarbeiteten das Lied. Vincent war von 1982 bis 1984 Leadgitarrist bei Kiss gewesen, war am Ende der Tournee zum Album Lick It Up entlassen worden und hatte mehrere Klageverfahren gegen Kiss geführt und verloren. Für Revenge gaben ihm Paul Stanley und Gene Simmons die Chance, seine Qualitäten als Songwriter einzubringen und wieder etwas Geld zu verdienen. Vincent „krempelte den Song um“ und ergänzte zusammen mit Simmons Teile des Textes.
Unholy wurde am 2. Mai 1992 als erste ausgekoppelte Single veröffentlicht und erreichte Platz 2 in Norwegen, Platz 19 in Schweden und Platz 26 in den britischen Charts. Die CD-Single enthielt zudem die ungekürzte Fassung von God Gave Rock ’n’ Roll to You II sowie die Demoversionen der Titel Deuce und Strutter. Das Video zum Song wurde in den Southern Bay Studios in Carson (Kalifornien) gedreht. Regisseur war Paul Rachman, die Produktion übernahm Maddhatter.
Laut Simmons hat das Lied einen tieferen Sinn: „Der Song redet darüber, was wir uns gegenseitig antun können im Namen der Menschlichkeit und Religion. Diese Dinge sind für mehr Kriege und Elend auf dieser Welt verantwortlich als irgendetwas in der Geschichte. Die Religiösen erzählen immer, daß der Mensch aus dem Ebenbild Gottes geschaffen wurde – bullshit.“
Textbeispiel:
I’m suicide and salvation

The omen to nations

That you worship on all fours

I’m the infection and famine

That’s knocking at your door
Ich bin Suizid und Erlösung

Das Omen der Nationen

Das du auf allen Vieren anbetest

Ich bin die Infektion und Hungersnot

Die an deiner Tür anklopfen

## Coverversion

Intro-Gitarrenriff von Unholy

Unholy wurde von der deutschen Band Die Ärzte gecovert. Der Text wurde in die deutsche Sprache übertragen und unter dem Titel Unheilig im Jahr 1994 veröffentlicht. Musikalisch flocht die Gruppe Teile des Kiss-Hits I Was Made for Lovin’ You als Bridge ein. Unheilig war auch Teil des Kiss-Tributealbums Kiss My Ass. Zudem befindet sich ein Cover der amerikanischen Post-Hardcore-Band Black Veil Brides auf deren Rebels EP.